# Ultra-diffuse Galaxie
Eine ultra-diffuse Galaxie, kurz UDG, ist eine große Galaxie mit geringer Oberflächen-Helligkeit, genauer mit einer Flächenhelligkeit von weniger als 24 mag pro Quadratbogensekunde, und mit einem Halblichtradius von mehr als 1,5 kiloparsec, was einer Ausdehnung in der Größenordnung der Milchstraße entspricht.

## Eigenschaften
Im Laufe systematischer Durchmusterungen sind hunderte ultra-diffuse Galaxien in nahen Galaxiehaufen gefunden wurden. Es gibt aber auch isolierte UDG, und eine geringe Anzahl wurde in Low Density Groups beobachtet.
Die meisten ultra-diffusen Galaxien sind rot und zeigen keine Anzeichen von Sternentstehung. Das Lichtprofil fällt exponentiell vom Zentrum her ab, und die Masse liegt bei 100 Millionen Sonnenmassen. Für diese relativ geringe Masse können ultra-diffuse Galaxien unerwartet viele Kugelsternhaufen zeigen.
Die Metallizität entspricht der von Zwerggalaxien und wird so interpretiert, dass eine UDG nicht mehrere Sterngenerationen beherbergt.

## Entstehung
Bezüglich der Entstehung von ultra-diffusen Galaxien werden mehrere Hypothesen diskutiert:
- Es handelt sich um schnell rotierende Galaxien mit geringer Oberflächen-Helligkeit
- Das Ergebnis einer gravitativen Wechselwirkung mit anderen Galaxien
- Beim Durchgang der UDG durch dichtes intergalaktisches Medium ist das interstellare Material aus der Galaxie entfernt worden, und die fehlende Masse führte zu einer Expansion der Bahnen der verbliebenen Sterne (RAM pressure stripping).

## Dunkle Materie
Während einige ultra-diffuse Galaxien einen Halo aus dunkler Materie aufweisen wie andere Galaxien auch, zeigen wenigstens zwei UDGs bestenfalls geringe Anzeichen: die Bahnen der Sternhaufen, die zu NGC1052-DF2 und NGC1052-DF4 gehören, sind jeweils vollständig durch die sichtbare baryonische Materie dieser Galaxien zu verstehen.